# Matteo Bragantini
Matteo Bragantini (Verona, 23 settembre 1975) è un politico italiano.

## Biografia
Dopo la maturità scientifica, ha conseguito la laurea in Economia e Commercio presso l'Università degli Studi di Verona. Ha lavorato come responsabile commerciale di una società di prodotti di telecontrollo ed automazione industriale.

### Attività politica
Dall'anno 1994 è iscritto alla Lega Nord-Liga Veneta, partito nel quale ha ricoperto i seguenti ruoli:
- dal 1997 al 2001 e, successivamente, da gennaio a settembre 2003 è stato segretario cittadino di Verona; dal 28 settembre 2003 al 28 giugno 2011 è stato segretario provinciale di Verona.
- da luglio 2012 a gennaio 2013 è stato Commissario Federale della Lega Nord Südtirol e componente del Direttivo Nazionale Veneto della Lega Nord - Liga Veneta eletto nel giugno 2012 fino al 2015[2], incarico che aveva già assunto dal 2001 a settembre 2003.

Matteo Bragantini ha poi svolto compiti amministrativi ed istituzionali all'interno della sua attività politica. Da settembre a dicembre dell'anno 1998 è stato consigliere di amministrazione di Verona Mercato S.p.A. Nel luglio 2004 è diventato assessore della Provincia di Verona con deleghe alla Cultura popolare, Identità veneta e manifestazioni locali per il tempo libero. Ha mantenuto quest'ultimo incarico fino a luglio 2008.
Nel 1996 è stato indagato insieme ad altri 45 leghisti per la costituzione dell'associazione delle camicie verdi processo definitivamente chiuso con non luogo a procedere nel 2016.. Nel 2004 è stato condannato dal tribunale di Verona insieme ad altri cinque leghisti veronesi per aver violato la Legge Mancino relativamente all'organizzazione della raccolta firme contro un campo nomadi abusivo.

### Attività parlamentare
Alle elezioni politiche del 2008 e successivamente alle elezioni politiche del febbraio 2013 è stato eletto deputato per la Lega Nord nella circoscrizione VII (Veneto 1)..
Nel corso della XVI legislatura ha presentato come primo firmatario alcuni disegni di legge tra cui i seguenti:
- Modifica all'articolo 13 del regio decreto-legge 14 aprile 1939, n. 636, convertito, con modificazioni, dalla legge 6 luglio 1939, n. 1272, in materia di erogazione dei trattamenti pensionistici di reversibilità La proposta prevede che nel caso di morte del pensionato o dell'assicurato con un'età superiore ai 50 anni, qualora non vi siano figli, se il coniuge superstite ha un'età anagrafica inferiore ai 40 anni, l'erogazione della pensione di reversibilità sia sospesa fino al compimento da parte del medesimo di un'età anagrafica pari a quella che aveva il defunto al momento del decesso o fino al compimento del 60º anno di età.
- Istituzione del Coordinamento nazionale per il contrasto delle frodi assicurative approvato il 30 giugno 2011 in testo unificato alla Camera con il nuovo titolo "Istituzione di un sistema di prevenzione delle frodi nel settore dell'assicurazione della responsabilità civile derivante dalla circolazione dei veicoli a motore". Il testo prevede l'istituzione di un gruppo di lavoro che svolga un'opera di prevenzione e di ottimizzazione della capacità dei sistemi di liquidazione dei sinistri delle compagnie assicurative, attraverso l'interazione di banche dati predisposte in enti quali le motorizzazioni, l'ISVAP, l'ACI ecc. in modo da confrontare i dati delle persone coinvolte nei sinistri, indagandone i casi di ricorrenza che potrebbero nascondere delle frodi. L'obiettivo della legge è eliminare tali frodi ed il danno che queste recano alla collettività se causano un aumento dei premi assicurativi.

Nel luglio 2008 ha presentato un emendamento perché la pensione sociale sia concessa agli aventi diritto a condizione che abbiano soggiornato in via continuativa per almeno dieci anni nel territorio nazionale. L'emendamento è stato approvato ed è confluito nella Legge 133/2008
"Conversione in legge, con modificazioni, del decreto-legge 25 giugno 2008, n. 112, recante disposizioni urgenti per lo sviluppo economico, la semplificazione, la competitività, la stabilizzazione della finanza pubblica e la perequazione tributaria".
Dal 19 marzo 2013 è vicecapogruppo della Lega Nord alla Camera dei deputati nella XVII legislatura fino al 2015.
Alla Camera dei deputati è stato membro della prima commissione parlamentare (Affari costituzionali, della Presidenza del Consiglio e degli Interni), della Giunta per le Autorizzazioni e del Comitato Parlamentare per i Procedimenti di Accusa.
Il 26 marzo 2015, assieme ad altri due deputati (Roberto Caon, Emanuele Prataviera) e tre senatori (Emanuela Munerato, Patrizia Bisinella, Raffaela Bellot) veneti, lascia la Lega Nord, a causa dell'espulsione di Flavio Tosi dal partito il 14 marzo, approdando quindi al Gruppo misto.
Alle elezioni politiche del 2018 è candidato alla Camera nella lista Noi con l'Italia-UDC nella Collegio plurinominale Veneto 2 - 03 di Verona e Rovigo. La lista, fermatasi all'1,30% a livello nazionale, non accede alla distribuzione dei seggi in quota proporzionale e pertanto Bragantini non viene eletto.
Alle elezioni comunali a Verona del 2022, sostiene Tosi come candidato sindaco. Promuove anche la candidatura di Tosi alla Camera dei Deputati con Forza Italia a settembre dello stesso anno.
Nel dicembre del 2022 si iscrive a Forza Italia e nel gennaio 2024 diventa responsabile organizzativo provinciale di Verona di Forza Italia.